# Hopea mollissima
Espèce
Synonymes
- Hopea austroyunnanica Y.K. Yang & J.K. Wu[2] [3]
- Hopea boreovietnamica Y.K. Yang & J.K. Wu[2] [3]
- Hopea chinensis (Merr.) Hand.-Mazz. (préféré par BioLib)[3]
- Hopea daweishanica Y.K. Yang & J.K. Wu[2] [3]
- Hopea guangxiensis Y.K. Yang & J.K. Wu[2] [3]
- Hopea hongayensis Tardieu[2] [3]
- Hopea jianshu Y.K. Yang S.Z. Yang & D.M. Wang[3]
- Hopea jianshu Y.K.Yang S.Z.Yang & D.M.Wang[2]
- Hopea mollissima C.Y.Wu[2] [3]
- Hopea pingbianica Y.K. Yang & J.K. Wu[2] [3]
- Hopea yunnanensis Y.K. Yang & J.K. Wu[2] [3]
- Shorea chinensis Merr.[2] [3]

Statut de conservation UICN

 EN A2cd : En danger
Hopea mollissima est une espèce de plantes de la famille des Dipterocarpaceae.

## Publication originale
- Acta Phytotaxonomica Sinica 6(2): 244, pl. 48, f. 9. 1957.